# Antonio de Mare
Antonio de Mare (11 dicembre 1909 – 3 settembre 1969) è stato un calciatore argentino, di ruolo centrocampista.

## Carriera

### Club
Ha sempre giocato nel campionato di casa.

### Nazionale
Con la maglia della nazionale argentina ha giocato 3 partite tra il 1932 ed il 1935.

## Palmarès

### Club

#### Competizioni nazionali
- Copa de Honor Adrián Beccar Varela: 1

Racing: 1932
- Copa de Competencia Liga Argentina: 1

Racing: 1933